# Decapitazione di san Paolo
La Decapitazione di san Paolo è un affresco (circa 350 × 300 cm) della bottega di Cimabue, databile attorno al 1283 circa e conservato nel transetto destro della basilica superiore di San Francesco di Assisi.

## Storia
La datazione degli affreschi di Cimabue è piuttosto discorde, sebbene negli studi più recenti si sia assestata a un periodo tra il 1277, anno dell'elezione al soglio pontificio di Niccolò III e il 1283 circa. 
Gli affreschi di Cimabue sono in generale in condizioni mediocri o pessime. La zona del transetto destro è decorata dalle Storie degli Apostoli Pietro e Paolo. Per ragioni non del tutto spiegate, forse legate a una polemica anti-Orsini, Cimabue interruppe improvvisamente il suo lavoro ad Assisi al transetto e, pur lasciando i disegni e le idee, se ne tornò a Firenze. Ciò è stato collegato all'anno 1283, quando fu sconfitta la fazione filoangioina degli Annibaldi e di Martino V, con il papa costretto a rientrare a Roma (era stato a Perugia e Viterbo) sotto il controllo dagli Orsini. Gli Annibaldi, probabilmente protettori del pittore, erano stati omaggiati, assieme al senatore Gentile Orsini, alleato contro la sua stessa casata, nella volta dei quattro Evangelisti. 
Dalla scena della Caduta di Simon Mago in poi il contributo del maestro sembra terminare, limitandosi magari alle sole architetture. Una diversa mano è confermata anche da alcune differenze tecniche che non hanno prodotto, qui come nelle due scene successive, un'ossidazione delle biacche tanto marcata. 

## Descrizione e stile
La scena si ispirava vagamente a una decorazione nel portico dell'antica basilica di San Pietro in Vaticano (oggi nota da copie seicentesche) realizzata forse dallo stesso Cimabue o da Pietro Cavallini. 
Come nelle altre scene della serie, la composizione è divisa verticalmente in tre blocchi accentuati nella separazione dallo sfondo, in questo caso tre montagne. La scena del martirio di san Paolo è di difficile lettura, per la cattiva conservazione soprattutto della parte inferiore. Vi si distinguono gruppi di soldati con lunghe lance che arrivano dalle valli montane, completamente fuori scala rispetto ai monti, ma anche rispetto all'edificio sulla sinistra; in basso, verso destra, davanti a un alberello, il santo doveva essere inginocchiato e già decollato, il soldato  colto mentre riponeva la spada. 
L'artista che si occupò della stesura dell'affresco mostra uno stile di addolcito naturalismo nei volti dei personaggi, con un uso meno marcato della linea di contorno, ed è lo stesso che dipinse probabilmente il gruppo vicino all'imperatore nella Caduta di Simon Mago: il suo stile mostra un'influenza romana, derivata a sua volta da una riflessione sull'arte antica.